# Jessica Andrews
Jessica Danielle Andrews (Wynne, 29 de diciembre de 1983) es una cantante estadounidense de música country. A finales de la década de 1990 hizo su debut en la lista de éxitos Hot Country Songs de Billboard con el sencillo "I Will Be There for You", de su álbum debut de 1999 Heart Shaped World.
Tuvo gran éxito en 2001 con la canción de su segundo álbum de estudio "Who I Am". Un tercer disco, Now, fue publicado en 2003 con poca repercusión, mientras que su cuarto álbum (titulado tentativamente Ain't That Life) nunca salió al mercado debido al cierre de la discográfica DreamWorks. En 2008 Andrews firmó un contrato con Carolwood Records, sin embargo, abandonó la disquera un año después sin producir ningún trabajo discográfico.

## Discografía

### Estudio
| Heart Shaped World                      | - Publicación: 23 de marzo de 1999 - Discográfica: DreamWorks Nashville - Formatos: CD, casete | 24 | —  | 15 |              |
| Who I Am                                | - Publicación: 27 de febrero de 2001 - Discográfica: DreamWorks Nashville - Formatos: CD       | 2  | 22 | —  | - EE.UU: Oro |
| Now                                     | - Publicación: 15 de abril de 2003 - Discográfica: DreamWorks Nashville - Formatos: CD         | 4  | 34 | —  |              |
| "—" denota que no ingresó en las listas |                                                                                                |    |    |    |              |

### Recopilatorios
| Título | Detalles                                                                                              |
| ------ | --- |
| Icon   | - Publicación: 2 de noviembre de 2010 - Discográfica: Geffen Records - Formatos: CD, descarga digital |

### Vídeoclips
| Año  | Vídeo                                  | Director        |
| ---- | -------------------------------------- | --------------- |
| 1999 | "I Will Be There for You"              | Brent Hedgecock |
| 1999 | "You Go First (Do You Wanna Kiss)"     | Trey Fanjoy     |
| 1999 | "Unbreakable Heart"                    | David Rogan     |
| 2000 | "Who I Am"                             | Jon Ragel       |
| 2001 | "Helplessly, Hopelessly"               | Steven Goldmann |
| 2001 | "Karma"                                | Steven Goldmann |
| 2003 | "There's More to Me Than You"          | Adolfo Doring   |
| 2003 | "There's More to Me Than You" (balada) | Adolfo Doring   |
| 2003 | "Good Time"                            | Trey Fanjoy     |